# Claudia Wilke
Claudia Wilke (* 28. Mai 1971 in Leipzig, heute Claudia Nast) ist eine ehemalige deutsche Volleyballspielerin.
Claudia Wilke begann mit dem Volleyball beim heimischen SC Leipzig und spielte nach der Wende in den 1990er Jahren bei den Bundesligisten TV Creglingen und DJK Karbach. 1996 nahm sie mit der deutschen Nationalmannschaft an den Olympischen Spielen in Atlanta teil und belegte dort Platz acht. 